# Orepukia alta
Orepukia alta – gatunek pająka z rodziny Cycloctenidae. Występuje endemicznie na Nowej Zelandii.

## Taksonomia
Gatunek ten opisany został po raz pierwszy w 1973 roku przez Raymonda Roberta Forstera i Cecila Louisa Wiltona w czwartej części monografii poświęconej pająkom Nowej Zelandii. Jako miejsce typowe wskazano Avoca Hut w regionie Canterbury.

## Morfologia
Holotypowy samiec ma karapaks długości 3,2 mm i szerokości 2,2 mm oraz opistosomę (odwłok) długości 3 mm i szerokości 2,3 mm. Allotypowa samica ma karapaks długości 3,5 mm i szerokości 2,4 mm oraz opistosomę długości 3,5 mm i szerokości 2,4 mm. Karapaks jest pomarańczowobrązowy z ciemnobrązowymi przepaskami wychodzącymi z oczu bocznych, łączącymi się w jedną szeroką przepaskę na jamce i jako taka sięgającymi do tylnego jego brzegu. Ośmioro oczu rozmieszczonych jest w dwóch prostych w widoku grzbietowym rzędach. W widoku od przodu przedni rząd również jest prosty, ale tylny jest lekko odchylony. Rudobrązowe szczękoczułki mają po 2 normalne i 6 lub 7 drobnych zębów na przednich krawędziach bruzd i po 2 zęby na ich krawędziach tylnych. Odnóża są jasnobrązowe z ciemnobrązowym obrączkowaniem.  Kolejność par odnóży od najdłuższej do najkrótszej to: IV, I, II, III. Pazurki górne mają 8 lub 9 ząbków, zaś pazurki dolne 3 ząbki. Opistosoma jest z kremowa z czarnymi łatami. Zaopatrzona jest w duży, 2,5 raza szerszy niż długi stożeczek z krótkimi włoskami rozmieszczonymi w dwóch łatkach. Kądziołki przędne przedniej pary są nieco większe niż tylnej.

## Występowanie i ekologia
Gatunek ten jest endemitem Nowej Zelandii, znanym tylko z regionu Canterbury na Wyspie Południowej. Spotykany był pod butwiejącymi kłodami.